# Holger Keipke
Holger Keipke (* 10. Oktober 1950 in Cramonshagen) ist ein ehemaliger deutscher Fußballtorwart. Zwischen 1969 und 1976 stand er in der DDR-Oberliga, der höchsten Spielklasse im DDR-Fußball, im Tor von Stahl Eisenhüttenstadt und dem FC Vorwärts Frankfurt. Keipke ist mehrfacher DDR-Junioren- und Nachwuchs-Nationalspieler.

## Sportliche Laufbahn
1969 geriet Holger Keipke erstmals in den Blick der DDR-weiten Sportberichterstattung, als er mit der DDR-Juniorennationalmannschaft Vizemeister im UEFA-Juniorenturnier wurde. Insgesamt hatte er seit August 1968 als Spieler der Betriebssportgemeinschaft (BSG) Stahl Eisenhüttenstadt elf Länderspiele mit der Juniorenauswahl als Torwart bestritten. Im Juli 1969 bestritt er noch ein Länderspiel mit der DDR-Nachwuchsnationalmannschaft.
Zur Saison 1969/70 startete Keipke im Männerbereich der BSG Stahl. Diese war in die Oberliga aufgestiegen, und Trainer Manfred Fuchs setzte den 18-jährigen Keipke bereits im ersten Oberligaspiel ein. Es blieb Keipkes einziger Oberligaeinsatz für Eisenhüttenstadt, denn anschließend vertraute Fuchs bis zum Saisonende auf den 27-jährigen Walter Reschke. Keipke wurde in die 2. Mannschaft versetzt, die in der zweitklassigen DDR-Liga spielte. Mit zehn Einsätzen bei 30 ausgetragenen Punktspielen konnte er sich auch dort nicht in der Stammelf etablieren. Am Saisonende stand die 1. Mannschaft als Absteiger aus der Oberliga fest, anschließend wurden Verstöße gegen die Verbandsstatuten festgestellt, und die Mannschaft wurde in die drittklassige Bezirksliga zurückgestuft.
Im Laufe der Saison 1970/71 wurde Keipke zum Wehrdienst eingezogen und spielte zunächst bei der Armeesportgemeinschaft Vorwärts Neubrandenburg in der Bezirksliga. Vor dort wurde er zu Beginn der Spielzeit 1971/72 zum Spitzenklub der Armeesportvereinigung Vorwärts, dem FC Vorwärts Frankfurt, delegiert. Dort wurde er als 3. Torwart hinter Hartmut Neuhaus und Hans Hofmann eingestuft und wurde auch nur viermal in Oberligaspielen eingesetzt. Keipke blieb bei Vorwärts Frankfurt bis 1977, konnte aber nicht in der 1. Mannschaft Fuß fassen, wo er insgesamt nur in 15 Punktspielen zum Einsatz kam. Die meisten Spiele bestritt er in der 2. Mannschaft (51 Einsätze bei 110 Punktspielen der DDR-Liga).
Nach einem kurzen Intermezzo beim DDR-Ligisten Motor Eberswalde mit zwei Punktspieleinsätzen in der Saison 1977/78 schloss sich Keipke im Sommer 1978 der BSG Chemie PCK Schwedt an, die ebenfalls in der DDR-Liga vertreten war. Dort gelang es ihm endlich Stammtorwart zu werden, denn innerhalb von sechs Spielzeiten stand er in 101 von 132 Ligaspielen im Tor der Schwedter. Als die BSG Chemie 1983 aus der DDR-Liga absteigen musste, kehrte Keipke zu Stahl Eisenhüttenstadt zurück. Nach neun Jahren schaffte er es auch dort für zwei Spielzeiten zum Stammtorhüter (48 Einsätze in 68 Punktspielen). Seine letzte Saison in einer höherklassigen Liga bestritt Keipke 36-jährig in der Saison 1986/87, in der er für Eisenhüttenstadt noch für zehn DDR-Liga-Punktspiele im Tor stand. Zwar wurde er auch noch für die Spielzeit 1987/88 von der BSG Stahl als 3. Torwart der DDR-Ligamannschaft gemeldet, kam aber nicht mehr zum Einsatz. Zur Saison 1988/89 meldete die BSG das Ende seiner aktiven Laufbahn.